# Danaideae
Danaideae es una tribu de plantas perteneciente a la familia Rubiaceae.

## Géneros
Según NCBI
- Danais - Schismatoclada[1]